# Nick Fletcher (homme politique)
Pour les articles homonymes, voir Nick Fletcher.
Nicholas Anthony Fletcher (né le 15 juillet 1972) est un homme politique du Parti conservateur britannique qui est député pour Don Valley de 2019 à 2024.

## Jeunesse et carrière
Fletcher grandit à Armthorpe, Doncaster, et fréquente Armthorpe Comprehensive avant d'obtenir un HNC en génie électronique en 1992. En 1994, après avoir été licencié, il suit un cours de commerce et crée Analogue Electrics à Doncaster,. Fletcher possède également un portefeuille immobilier composé de dix propriétés résidentielles et d'une propriété commerciale.
Avant d'être élu au Parlement, Fletcher est directeur de la Chambre de commerce de Doncaster du 19 décembre 2018 au 13 décembre 2019. Il est également président de la Fédération conservatrice de Doncaster.

## Carrière parlementaire
Fletcher remporte le siège de Don Valley contre la sortante travailliste Caroline Flint en 2019, avec une majorité de 8%, soit un swing de 8,1%. Ce faisant, il est le premier conservateur à être élu pour le siège, la circonscription étant détenue par les travaillistes depuis 1922.
Fletcher prononce son premier discours le 16 mars 2020 lequel il parle de l'importance des modèles pour les jeunes.

## Vie privée
Fletcher réside à Bawtry et est marié à Gail. Ils ont deux enfants, James et Lucy. C'est un chrétien pratiquant.